# Brøndbyøster
Brøndbyøster er en bydel i Storkøbenhavn beliggende i Brøndby Kommune ca. 9 kilometer fra København Centrum og afgrænset mod resten af kommunen af Vestvolden. Hele Brøndby-bydelen har 38.849 indbyggere  (2024). Jernbanen København H-Roskilde deler bydelen. Syd for jernbanen er bebyggelsen primært parcel- og rækkehuse, mens området nord for jernbanen (Brøndby Nord) især har boligblokke og enkelte højhuse.
Bydelen består af Brøndbyøster Sogn (syd for jernbanen) og Nygårds Sogn (især nord for jernbanen).
17. maj 1999 skiftede ca. 3500 husstande i området postdistrikt til 2605 Brøndby.
Syd for Brøndbyøster ligger Brøndbyskoven, der stikker en arm ind mellem Brøndbyøster gamle landsby og parcel- og rækkehusområdet "Dammene", der hører til Nygårds Sogn. Mellem Park Allé og Brøndbyskoven for enden af Espedammen ligger Appelsinlunden der er markeret med en stor marksten med teksten 'Appelsinlunden' En halvcirkelformet lund, der er inddelt i "appelsinbåde", således at der i hver appelsinbåd er plantet én slags træer. Appelsinlunden er anlagt i 1999 i forbindelse med et træplantningsprojekt for Brøndbys børnehavebørn.
Der er valgt de mest almindelige skovtræarter, fordi det var meningen, at børnehavebørnene kunne lære disse få arter, når de var på besøg i den daværende ”Skovsatelitten”, hvortil børnene blev kørt i bus.
Træarterne er fra højre, når man står i centrum og har front mod ”appelsinbådene”: ask, rødgran, bøg, skovfyr, eg, lærk og lind.
Syd for Brøndbyskoven ligger nogle spejderhytter, Hvidovre Hospitals psykiatriske afdeling og en række boenheder for psykisk/fysisk handicappede. I nærheden er Danmarks første muslimske begravelsesplads anlagt. Den blev indviet 22. september 2006.
Mellem Brøndbyøster Station og den gamle landsby ligger Brøndbyøster Torv, som består af otte røde boligblokke med hvide altaner. Husene står omkring en hesteskosformet vej med butikker på.

## Folkeskoler
I bydelen ligger der én folkeskole med børnehaveklasse til 9. klasse og én skole, der alene har 10. klasse:

### I Brøndbyøster
- Brøndbyøster Skole[2]

#### I Brøndby Nord
- Uddannelsescentret Nygård (10. klasse)